# Cunoctona lanzarotae
Cunoctona lanzarotae är en nässeldjursart som beskrevs av Ernst Haeckel 1879. Cunoctona lanzarotae ingår i släktet Cunoctona och familjen Cuninidae. Inga underarter finns listade i Catalogue of Life.